# Брисел
Брисел (хол. Brussel, фр. Bruxelles) је главни и највећи град Белгије. Такође је административни центар Европске уније. Брисел је седиште две од три средишње институције Европске уније: Европске комисије и Савета Европске уније. Овде се налази и политичко седиште НАТО-а. Према процени из 2024. било је 196.828 становника.
Састоји се од 19 општина, укључујући и општину града Брисела, која је законски гледано главни град Белгије, поред седишта француске заједнице и фламанске заједнице. Регија је службено двојезично подручје, а према неким подацима међу становништвом превладавају говорници француског језика. Регија главног града је лоцирана у централној порцији земље и део је француске заједнице Белгије и флеманске заједнице, мада је засебна од Флеманског региона (при чему она формира енклаву) и Валонског региона.
Брисел је најгушће насељени и најбогатији регион у Белгији у погледу БНД по становнику. Он покрива 161 km2 (62 sq mi), што је релативно мала област у поређењу са друга два региона, и има популацију од 1,2 милиона. Метрополитанско подручје Брисела садржи преко 2,1 милиона људи, што га чини највећим у Белгији. Он је део веће конурбације која обухвата Гент, Антверпен, Левен и Валонски Брабант, и у којој живи преко пет милиона људи.

## Етимологија и изговор
Назив града долази из старохоландске сложенице Bruocsella, где bruoc значи „мочвара”, а sella „дом”, тако да је дословни превод имена града „дом у мочвари”.
Име града се на холандском језику изговара [ˈbrʏsəl]ⓘ (Brussel), а на француском [bʁyˈsɛl]ⓘ (Bruxelles). У француском називу се слово „x” изговара као „сс”, што је један од ретких изузетака у изговору. Наиме, данашња ортографија имена града датира из средњег века када је на тадашњем француском језику двоструко слово „с” било замењено крстићем. Овај крстић је касније постао слово „x”, а на француском се то слово почело изговарати „кс” тек од 18. века. Постоји још неколико примера овог изузетка у изговору, као нпр. Осер (француски изговор: осер). Када би се назив града модернизовао на данашњи француски, вероватно би се писао као Brusselles. Многи говорници француског, поготово они који нису из Белгије, овог изузетка у изговору нису свесни тако да слово „x” у имену града многи изговарају као „кс” ([]).
У српском се изговор разликује од оригиналног француског по томе што се француски глас u [] изговара као слово „и”, што је чести облик фонетизације француског на српски, будући да у српском не постоји тај глас.
На немачком, који је трећи службени језик Белгије, име овог града се пише Brüssel. Енглески је често један од службених језика многих међународних институција у граду, тако да се неретко наилази и на енглеску верзију имена града (Brussels).

## Објашњење израза
Назив Брисел се данас најчешће користи како би се описао град-регион чији је службени назив Регион главног града Брисела. Сам регион је подељен на 19 општина које де јуре нису спојене (као нпр. град Лондон). Главна општина у том региону се зове Град Брисел који се састоји од строгог центра града (Пентагон или Вајфхок) и његових урбаних проширења, као што је нпр. северна четврт Лаекен. Осталих 18 општина налазе се око центра града и заједно чине урбану средину од преко милион становника и стотињак четврти.
Сам град-регион је један од три савезна региона у Белгији, уз Фландрију и Валонију. Израз Брисел се изван националних оквира често користи како би се означиле европске институције, најчешће Европска комисија.
Према белгијском уставу (чл. 194), Град Брисел је главни град Белгије и седиште белгијске савезне владе. Неслужбено се назив града користи и како би се означило урбано подручје које се протеже и изван службених граница Бриселског региона.

## Географија
Град Брисел се налази у средишњем делу Белгије, између Фландријске низије и Брабантског платоа, на надморској висини између 15 и 100 m. Брисел се граничи са Валонијом и Фламанским регионима, ограђен је долином реке Сене и удаљен је око 60 mi (97 km) (97 km) од Северног мора. Река протиче кроз град са југозапада ка североистоку, међутим преко ње је у 19. и 20. веку изграђено много грађевина, тако да се она данас не види.
Постоји 19 општина у Бриселу. Град је окружен широким булеварима и изграђен на месту старих градских зидина. Подељен је у два сегмента: Доњи град и Горњи град. Доњи град се заснива на долини реке Сене и он је главни центар за предузећа и индустрију, а обухвата и историјску баштину града. Горњи град обухвата углавном стамбене зграде, зграде парламената, Краљевски двор и канцеларије министарстава.

### Клима
Клима у Бриселу је влажна, умерена и приморска. Најтоплији месеци су јул и август са просеком од 17,5, односно 17,3  °C. Најхладнији је јануар са 2,2  °C. Просечна годишња температура је 9,9  °C.
Због своје близине обали Брисел има благу климу која као резултат има сиво небо и кишовито време. Близина Брисела приобалним подручјима утиче на климу на подручју путем слања морске ваздушне масе из Атлантског океана. Оближње мочваре обезбеђују поморску, умерену климу. У просеку (на основу мерења у последњих 100 година) има око 200 дана кише годишње. Снег се ретко јавља, обично једном или два пута годишње.
| Клима Брисела                     | Клима Брисела | Клима Брисела | Клима Брисела | Клима Брисела | Клима Брисела | Клима Брисела | Клима Брисела | Клима Брисела | Клима Брисела | Клима Брисела | Клима Брисела | Клима Брисела | Клима Брисела  |
| Показатељ \ Месец                 | .Јан.         | .Феб.         | .Мар.         | .Апр.         | .Мај.         | .Јун.         | .Јул.         | .Авг.         | .Сеп.         | .Окт.         | .Нов.         | .Дец.         | .Год.          |
| --------------------------------- | ------------- | ------------- | ------------- | ------------- | ------------- | ------------- | ------------- | ------------- | ------------- | ------------- | ------------- | ------------- | -------------- |
| Апсолутни максимум, °C (°F)       | 15,3 (59,5)   | 20,0 (68)     | 24,2 (75,6)   | 28,7 (83,7)   | 34,1 (93,4)   | 38,8 (101,8)  | 37,1 (98,8)   | 36,5 (97,7)   | 34,9 (94,8)   | 27,8 (82)     | 20,6 (69,1)   | 16,7 (62,1)   | 38,8 (101,8)   |
| Максимум, °C (°F)                 | 5,7 (42,3)    | 6,6 (43,9)    | 10,4 (50,7)   | 14,2 (57,6)   | 18,1 (64,6)   | 20,6 (69,1)   | 23,0 (73,4)   | 22,6 (72,7)   | 19,0 (66,2)   | 14,7 (58,5)   | 9,5 (49,1)    | 6,1 (43)      | 14,2 (57,6)    |
| Просек, °C (°F)                   | 3,3 (37,9)    | 3,7 (38,7)    | 6,8 (44,2)    | 9,8 (49,6)    | 13,6 (56,5)   | 16,2 (61,2)   | 18,4 (65,1)   | 18,0 (64,4)   | 14,9 (58,8)   | 11,1 (52)     | 6,8 (44,2)    | 3,9 (39)      | 10,54 (50,97)  |
| Минимум, °C (°F)                  | 0,7 (33,3)    | 0,7 (33,3)    | 3,1 (37,6)    | 5,3 (41,5)    | 9,2 (48,6)    | 11,9 (53,4)   | 14,0 (57,2)   | 13,6 (56,5)   | 10,9 (51,6)   | 7,8 (46)      | 4,1 (39,4)    | 1,6 (34,9)    | 6,9 (44,4)     |
| Апсолутни минимум, °C (°F)        | −21,1 (−6)    | −18,3 (−0,9)  | −13,6 (7,5)   | −5,7 (21,7)   | −2,2 (28)     | 0,3 (32,5)    | 4,4 (39,9)    | 3,9 (39)      | 0,0 (32)      | −6,8 (19,8)   | −12,8 (9)     | −17,7 (0,1)   | −21,1 (−6)     |
| Количина падавина, mm (in)        | 76,1 (2,996)  | 63,1 (2,484)  | 70,0 (2,756)  | 51,3 (2,02)   | 66,5 (2,618)  | 71,8 (2,827)  | 73,5 (2,894)  | 79,3 (3,122)  | 68,9 (2,713)  | 74,5 (2,933)  | 76,4 (3,008)  | 81,0 (3,189)  | 852,4 (33,559) |
| Дани са падавинама (≥ 0.005 inch) | 19,2          | 16,3          | 17,8          | 15,9          | 16,2          | 15,0          | 14,3          | 14,5          | 15,7          | 16,6          | 18,8          | 19,3          | 199            |
| Дани са снегом                    | 5,2           | 5,9           | 3,2           | 2,4           | 0             | 0             | 0             | 0             | 0             | 0             | 2,4           | 4,6           | 24,1           |
| Релативна влажност, %             | 86,6          | 82,5          | 78,5          | 72,5          | 73,2          | 74,1          | 74,3          | 75,5          | 80,9          | 84,6          | 88,2          | 88,8          | 80             |
| Сунчани сати — месечни просек     | 59            | 77            | 114           | 159           | 191           | 188           | 201           | 190           | 143           | 113           | 66            | 45            | 1.546          |
| Извор:                            |               |               |               |               |               |               |               |               |               |               |               |               |                |

## Историја

### Оснивање града
Прво насеље, које ће касније постати Брисел, основано је када је св. Гаугерије изградио капелицу на ади у реци Зене око 580. године.
Званично се датум оснивања града смешта око 979. године, када је војвода Карло Лотариншки преместио реликвије св. Гудуле из Морсела у капелицу св. Гаугерија која се налазила на ади која ће се касније звати острво св. Гаугерија. Цар Отон II је дао Карлу, који је био син француског краља Луја , војводство Доње Лотаргије, а он је на том острву изградио прва стална утврђења.
Око 1000. године Бриселска грофовија је дата левенском грофу Ламберту I а 1047. године, у повељи Ламберта II, се први пут спомиње име града.

### Средњовековни Брисел
Почетком 12. века, трговина је постала важан фактор развоја у западној Европи. Због свог положаја на реци Зене, Брисел је постао трговачки центар. О развоју града у то време сведочи изградња Катедрале св. Миховила и Гудуле 1225. године. Околне мочваре су тада исушене, како би се направило место за будуће проширење града који је тада бројао око 30 хиљада становника. У 11. веку град је добио своје прве зидине. У том раздобљу левенски грофови су постали брабантске војводе.
Због убрзаног ширења града, између 1356. и 1383. подигнуте су друге бриселске зидине. Данас су ове зидине замењене мрежом улица у центру града. У 15. веку именован је први градоначелник и градски већници, који су били први представници народа.
Године 1430, бургундијски војвода Филип Добри је наследио Брабант, и наредио проширење и продубљивање реке како би се олакшала трговина. Брисел је тада постао престоница Бургундијске Холандије, и управно и културно средиште славно по сакралној архитектури. Године 1477, Марија Бургундска удала се за Максимилијана Аустријског. Након њене смрти, њен муж и династија Хабзбург су постали власници Брабанта.
Године 1488, у граду је избио рат, а годину након тога и епидемија куге. Након Максимилијанове смрти, његова ћерка Маргарета је постала главна гувернерка Холандије и 1507. је преместила главни град у Мехелен.

### Ренесанса
Године 1515, надвојвода Карло Аустријски, син Филипа Лепог, са 15 година је постао владар Бургундије, а са 16 је наследио престо Шпаније. У то време је почела шпанска доминација у целој регији. Цар Карло је поново поставио Брисел за главни град и повезао Холандију са Аустријом. Брисел је тада први пут постао дворски град и ускоро је постао најмоћнији брабантски град, побеђујући тиме своје ривале Левен, Мехелен и Антверпен. У то време Брисел је био град уметника и научника.
Након абдикације Карла V 1555. године, на власт је дошао Филип II због чијег је режима у Холандији избила побуна. У 17. веку је поново наступило златно доба за град. Брисел је учествовао у Утрехтској унији 1579, и био аутономна калвинистичка република од 1577. до 1585, када су га поново заузели Шпанци. Након тога град је постао седиште шпанске, па аустријске Холандије.
Дана 13. августа 1695, француска војска под заповедништвом маршала Вилероја је бомбардовала Брисел према заповести Луја XIV. Ово је био најдеструктивнији догађај у целој историји Брисела у којем је уништена трећина града и Гран Плас. Након обнове, лице града се знатно изменило.
Године 1731, у пожару је уништена палата Куденберг која је била једна од најпознатијих палата у Европи. Француска војска маршала де Сакса је 1746. године започела окупацију града која је трајала до 1749. Те године, након повратка Аустријанаца, лотаријански војвода Карло Александар се тријумфално вратио у Брисел. Он се налазио на положају врховног гувернера Холандије све до своје смрти 1780. године. У његово време извршени су значајни радови у граду.

### Борба за независност
Брабантска револуција је избила 1789. године против реформи Јозефа II. Након одласка Аустријанаца проглашене су Уједињене Белгијске Државе које су трајале мање од годину дана, те је после поново успостављен аустријски режим. За време Француске револуције ово подручје је припојено Француској. Брисел је у то време постао седиште департмана Дил, те је по први пут добио демократски бирано општинско веће. Француска власт је доживела крај Наполеоновим поразом код Ватерлоа, који се налази недалеко од Брисела.
Према одредбама Бечког конгреса из 1815, јужна Холандија је спојена са северном у Уједињено Краљевство Холандије под Виљемом I. Брисел је заједно са Хагом проглашен главним градом нове државе. Због културних и политичких разлика између два дела нове државе, као и због ауторитарног стила владања новог монарха, јавило се незадовољство грађана.
Белгијска револуција. је избила 1830. године. Брисел је у то време имао око 100.000 становника. Револуција је избила у Бриселу, након опере Ла Муете де Портици у позоришту Ла Моне, те се убрзо проширила на све делове земље. Леополд I је 1831. године крунисан као краљ нове Краљевине Белгије.

### Модерни Брисел
Као главни град нове државе, Брисел је привукао велики број становника будући да је био управно и индустријско средиште земље. Тада је у град пристигао велики број француских избеглица и франкофоног становништва са југа земље. С обзиром да је француски тада био језик двора и пословни језик, град је полако постао већински франкофон. Слободни белгијски универзитет је основан 1834, а касније је преименован у Слободни факултет у Бриселу.
У новој држави град је добио на међународној важности, тако да је 1927. угостио Солвејску конференцију и Светске изложбе 1935. и 1958. године. У Другом светском рату град је оштећен у немачком бомбардовању.
Град је након рата поново доживео процват, поготово 1960-их година. У ово време је још више порасла међународна важност града, и он је практично постао главни град Европе. Постао је седиште Европске економске заједнице 1958, а 1967. НАТО пакта. Данас је град седиште више од хиљаду међународних организација и у њему живи највећи број дипломата након Њујорка.
Дана 29. маја 1985. догодила се Хејселска трагедија. Након уставне реформе 1970, основана је Бриселска регија која ступа на снагу 1989. и која градском подручју осигурава велики ниво самосталности.

## Становништво
Према процени, у општини је 1. јануара 2015. живело 175.534 становника.
| 1984.   | 2000.   | 2010.   | 2015.   |
| ------- | ------- | ------- | ------- |
| 137.211 | 133.859 | 157.673 | 175.534 |

Брисел је дом великог броја странаца. На последњем попису становништва Белгије 1991, било је 63,7% становника у главном региону Брисела који су се изјаснили као белгијски држављани, рођени у Белгији. Људи страног порекла чине скоро 70%. У принципу, становништво Брисела је млађе од националног просека и јаз између богатих и сиромашних се шири. Што се тиче религије, црквене службе редовно посећује 10% становништва. Међу религијама се такође налази велики број муслимана, атеиста, агностика, а постоје и филозофске школе хуманизма. У Бриселу само на француском говори 57% становништва, француски и холандски користи 9% становништва, француски и не-холандски 11%, само холандски 7%, а ни француски ни холандски 16% становништва.

## Привреда
Економија Брисела је, служећи као административно средиште Европе, у великој мери сервисно оријентисана. У њој доминирају регионална и светска седишта мултинационалних компанија, као и европске институције. Иако има низ значајних производних делатности, као што су Кантиљон пивара, основана 1900. године, у јулу 2012, незапосленост у Бриселу је била чак 20,6%.

### Саобраћај
Метро у Бриселу датира из 1976. године, али подземне линије познате као преметро сервисирају трамваје од 1968. године. Свеобухватне мреже аутобуса и трамваја такође покривају град.

## Партнерски градови
- Берлин
- Вилњус
- Мадрид
- Тирана
- Пекинг
- Москва
- Вашингтон
- Монтреал
- Љубљана
- Праг
- Кијев
- Лагос
- Амстердам
- Макао
- Атланта
- Габиче Маре
- Акхисар

## Галерија
- Краљевски двор
- Театар
- Цветни тепих на Тргу